# Billaea triangulifera
Billaea triangulifera är en tvåvingeart som först beskrevs av Zetterstedt 1844.  Billaea triangulifera ingår i släktet Billaea och familjen parasitflugor. Arten är reproducerande i Sverige. Inga underarter finns listade i Catalogue of Life.